# Gare de Blainville - Damelevières
Gare de Blainville - Damelevières vasútállomás Franciaországban, Damelevières településen.

## Vasútvonalak
Az állomást az alábbi vasútvonalak érintik:
- Párizs-Strasbourg-vasútvonal

## Kapcsolódó állomások
A vasútállomáshoz az alábbi állomások vannak a legközelebb:
- Gare de Rosières-aux-Salines
- Gare de Mont-sur-Meurthe
- Gare d’Einvaux
- Gare de Bayon
- Gare de Varangéville - Saint-Nicolas